# Пфаффенвайлер
Пфаффенвайлер (нем. Pfaffenweiler) — община в Германии, в земле Баден-Вюртемберг. 
Подчиняется административному округу Фрайбург. Входит в состав района Брайсгау — Верхний Шварцвальд.  Население составляет 2502 человека (на 31 декабря 2010 года). Занимает площадь 3,61 км².
Коммуна подразделяется на 2 сельских округа.